# دوغان‌حصار
دوغان‌حصار (به ترکی استانبولی: Doğanhisar) یک منطقهٔ مسکونی در ترکیه است که در استان قونیه واقع شده‌است. دوغان‌حصار ۱٬۲۷۲ متر بالاتر از سطح دریا واقع شده‌است.